# Tienda de sarisari

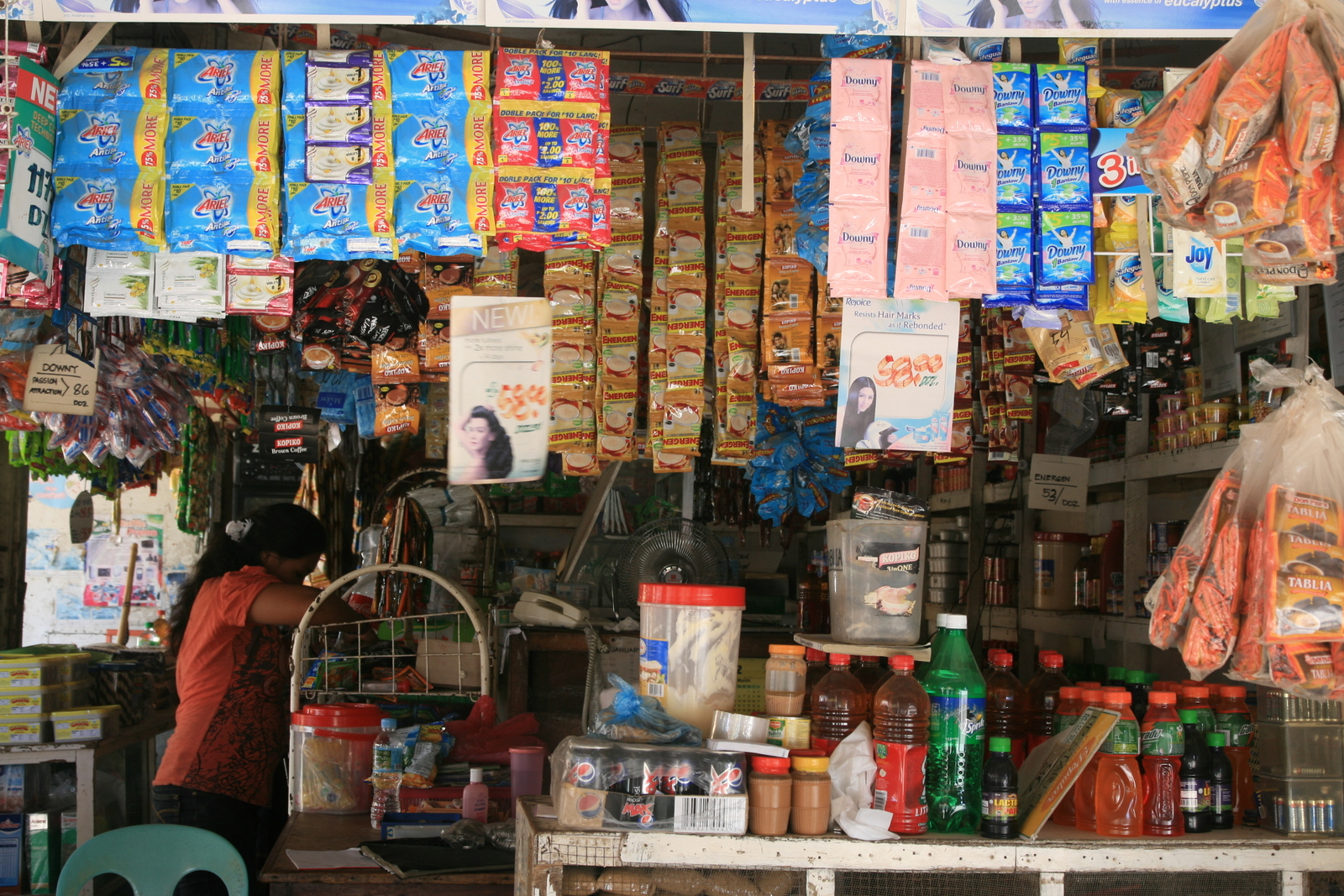
Una tienda de sarisari en Bantayan (Cebú)

Una tienda de sarisari (también tienda sarisari o sarisari) es un tipo de tienda de conveniencia que se encuentra en Filipinas. Normalmente funciona como una microempresa propiedad de una familia y dirigida desde casa. Estas tiendas ocupan lugares de prominencia económica y social dentro de una comunidad filipina, con una presencia omnipresente en casi todos los vecindarios, barangayes y calzadas del país.
Las tiendas de sarisari venden a menudo productos que también están disponibles en los palenques (mercados públicos) como los alimentos básicos, bebidas, productos de tabaco y otras necesidades de casa, aunque de forma más conveniente y accesible en la prestación de las necesidades inmediatas de un hogar. Su modelo de operación benefician en particular los más pobres que permiten gestionar su consumición de productos para evitar el desperdicio.

## Etimología
La palabra "sarisari" viene del tagalo que significa "variedad" o "un poco de todo". Aunque se venía del tagalo no fueron los filipinos indígenas que pusieron la palabra "sarisari" a este tipo de tienda, sino los chinofilipinos.

## Cultura y valor socioeconómico
Una tienda de sarisari almacena típicamente una variedad de alimentos y comestibles como alimentos enlatados, fideos instantáneos, café y refrescos, productos que, entre otros, la gente consume más o menos diariamente. También se almacenan cerveza y chucherías, o cualquier consumible que necesite el vecindario o la comunidad. Con el alcance de los teléfonos móviles las tiendas de sarisari también han sido convertido en un lugar común para recargar los móviles prepagados.
Según un estudio las mujeres son dueños de casi 75% de todas las tiendas de sarisari en Filipinas, y se tramitan 70% de las manufacturas ventadas en el país. Este fenómeno se atribuye a la configuración socioeconómica del país, con las tiendas de sarisari sirviendo un rol importante para aumentar los recursos económicos de una familia.
Hay una gran variedad en el número de tiendas de sarisari en Filipinas, con una estimación entre 150.000 y 750.000 tiendas a lo largo del país. Muchas tiendas pertenecen a la economía informal que contribuye a la dificultad de contabilizar con precisión el número de esas tiendas y su porción de la economía total del país.